# Naufrage de la Reliance
La Reliance était à l’origine un navire britannique appartenant à la Compagnie anglaise des Indes orientales, construite en 1825, sur les chantiers de la Tamise, afin de compenser la perte de 2 autres vaisseaux dans des naufrages. 
Après avoir navigué pour la Compagnie, elle est vendue et transformée en navire de commerce destiné au transport de riches cargaisons et de passagers entre l’Asie et l’Angleterre. C’est alors l’un des plus imposants navires de l’époque sur les mers. Elle jauge 1550 tonneaux et mesure cinquante mètres de long.

## Le naufrage

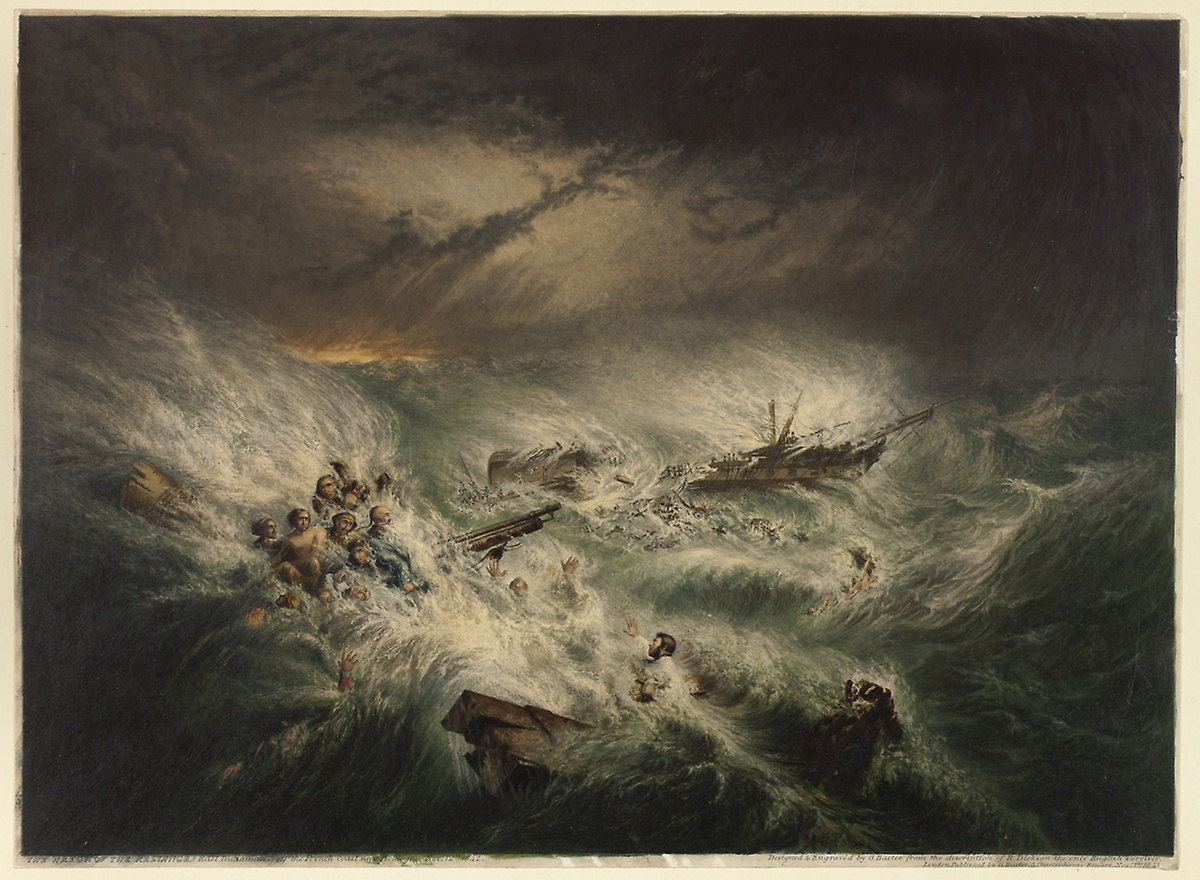
Naufrage de la Reliance par George Baxter (1843)

Le 12 novembre 1842, elle se trouve à proximité des côtes françaises, avec à son bord 69 hommes d'équipage et 47 passagers et une très riche cargaison de produits de l’Asie. Sept mois auparavant et après une navigation des plus périlleuses, elle était partie des côtes de l’Inde, puis de la Chine chargée à ras bord de marchandises précieuses dont neuf cents tonnes de thés, de porcelaines et de curiosités chinoises.
Les hommes, épuisés par un si long voyage, impatients de revoir l’Angleterre et Londres, leur destination, sont proches du but. Après avoir passé les feux du Lizard et navigué en Manche, les marins sont persuadés qu’ils sont déjà en vue des feux du phare de Dungeness, au sud de la côte anglaise. Mais une violente tempête sévit dans les parages ; le temps est complètement bouché, le brouillard dense.
La Reliance se trouve en fait à proximité des côtes du nord de la France, et les ordres du capitaine Green de virer à tribord leur est fatal. Le vaisseau talonne et s’échoue avec un bruit effroyable sur les sables de la côte boulonnaise, entre les plages de Berck-sur-Mer et de Merlimont. Les douaniers, les villageois et les marins mettent à l'eau deux bateaux de pêche mais ne parviennent qu'à sauver 7 passagers sur les 116 à bord.
En quelques heures seulement, la fière "Reliance" est totalement échouée et se disloque sous les coups de boutoir répétés de la mer en furie. Elle n’est plus qu’épaves multiples jonchant la côte sur des kilomètres, mais la coque avec le plus gros de la cargaison s’enfouit dans le sable.

## Sauvetage des débris à la côte
La côte est jonchée de débris de l’épave et de sa cargaison. Rapidement, les autorités s’organisent pour stopper le pillage par les habitants. Les jours suivant le désastre, 1386maj caisses de thé sont récupérées sur la plage, sur les 26.500 notées sur le manifeste de cargaison, et vendues aux enchères.
On vient de la France entière, de Belgique et même de Hollande pour participer à cette vente exceptionnelle de marchandises exotiques. Les chroniques de l’époque soulignent le peu de scrupules de la part de certains marchands qui n’hésitent pas à revendre du thé blond transformé en thé noir, car plus cher; transformation avec de la peinture au plomb ! 
Très vite, on signale des cas d’empoisonnement et on intente des procès dont la cour royale de Paris sera chargée. Le naufrage de la "Reliance" et ses terribles conséquences deviennent affaire nationale… D’ailleurs, d’autres commerces douteux vont s’installer. On revend, à la sauvette et pour une poignée de pain, des châles en cachemire que l’ont dit arrachés à la cale du navire. En réalité, il s’agit de contrefaçons arrivées directement de Paris !

## Tentatives de sauvetage
Quelques jours après la catastrophe; les ventes aux enchères terminées, un banquier local décide de racheter aux assureurs et propriétaires de la "Reliance", les restes du navire et de sa cargaison, car il reste encore beaucoup de choses "précieuses" à bord. Mais tout est déjà bien ensablé et si loin du rivage… Ses tentatives de sauvetage ne vont finalement pas aboutir et le banquier ne fera pas la bonne affaire à laquelle il pensait. 
Une vingtaine d’années plus tard, une société se constitue afin de récupérer les "richesses considérables" demeurées enfouies dans les cales du navire. Et c’est à coups d’explosifs que l’on va essayer d’éventrer les parties basses de la coque qui est désormais totalement ensouillée. Le résultat ne se fait pas attendre; la mer est couverte de poissons morts, terrassés par les déflagrations. 
Le butin : quelques maillons de fer de chaîne de l’ancre. Quant au trésor : pas la moindre parcelle…
Diverses tentatives de localisation de l'épave ont été effectuées depuis les années 1990 mais n'ont pas abouti en raison des contraintes de la législation française et faute de financement.